# فهم
فهم ادراکی  (به عربی: فهم) یا درک فرایندی روانی است که طی آن فرد می‌تواند دربارهٔ یک ابژه فیزیکی یا انتزاعی فکر کند و مفهومی را برای پرداختن به آن به کار برده چند تفاوتی هم با ادراک ندارد.